# Proteste in Georgien 2023 und 2024
Die Proteste in Georgien 2023 und 2024 sind eine Reihe von Straßenprotesten, die zunächst vom 6. bis 10. März 2023 in ganz Georgien stattfanden. Sie richteten sich gegen ein geplantes Gesetz der Regierung, welches bestimmte Medien und Organisationen als „ausländische Agenten“ einstuft. Die Polizei setzte unter anderem Wasserwerfer und Tränengas ein, um die Proteste zu zerstreuen, insbesondere in der Hauptstadt Tiflis. In Folge der Demonstrationen nahm die Regierung den Gesetzesvorschlag am 10. März 2023 vorerst zurück. Als die Regierung den Entwurf im April 2024 erneut einbrachte, flammten die Proteste wieder auf. Das Gesetz wurde schlussendlich am 28. Mai 2024 verabschiedet.

## Hintergrund
Gemäß dem ursprünglichen Gesetzentwurf müssen Nichtregierungsorganisationen und unabhängige Medien, die mehr als 20 Prozent ihrer Finanzierung aus dem Ausland erhalten, sich als „ausländische Agenten“ deklarieren. Jede als „ausländischer Agent“ deklarierte Organisation wäre dazu verpflichtet, dem Justizministerium Zugang zu sämtlichen ihrer Daten, inklusive personenbezogener Informationen, zu gewähren. Ein Verstoß gegen diese Auflagen würde mit Geldstrafen geahndet. Die Fraktion „Volksmacht“, die sich von der Regierungspartei Georgischer Traum abgespalten hatte, aber weiter der parlamentarischen Mehrheit angehört, brachte am 27. Februar 2023 einen zweiten Gesetzentwurf ein, der die Definition als „ausländische Agenten“ auf Individuen ausweiten würde und Gefängnisstrafen bei Verstößen vorsah. Die ursprünglich für den 9. März angesetzte Abstimmung über den ersten Gesetzentwurf wurde kurzfristig um zwei Tage vorgezogen. Der Gesetzentwurf wurde im Parlament in erster Lesung mit 76 Stimmen dafür und 13 Stimmen dagegen verabschiedet. Präsidentin Salome Surabischwili, die sich in den Vereinigten Staaten auf Dienstreise befand, gab per Videobotschaft ihre Unterstützung für die Demonstranten bekannt. Ein mögliches Veto durch sie könnte jedoch vom Parlament überstimmt werden.
Kritiker sagen, dass der Gesetzentwurf eine autoritäre Wende darstellt und die Hoffnungen Georgiens auf eine Mitgliedschaft in der Europäischen Union beeinträchtigen könnte. Sie sehen das Gesetz als Einschränkung der Pressefreiheit. Außerdem erinnere der Gesetzentwurf an ein Gesetz in Russland aus dem Jahr 2012, das seitdem zur Unterdrückung von Oppositionellen verwendet wurde.
Am 3. April 2024 brachten die Regierungsfraktionen eine fast deckungsgleiche Gesetzesvorlage ins Parlament ein, wobei lediglich das Wort „Auslandsagent“ in der neuen Fassung durch die Bezeichnung „Interessen einer ausländischen Macht vertretende Organisation“ ersetzt wurde. In dritter Lesung wurde der Gesetzentwurf zusätzlich um Individuen erweitert. Demnach wäre eine „ausländische Interessen vertretende“ Person dazu verpflichtet, dem Justizministerium auf Anfrage Auskunft über ihren ethnischen oder religiösen Hintergrund, politische Meinungen und ihr Sexualleben zu geben. Ein Verstoß gegen diese Auflagen könnte mit einer Geldstrafe von bis zu 5.000 Lari geahndet werden.

## Verlauf

### März 2023
Polizeibeamte in Georgien setzten am Dienstag, 7. März vor dem georgischen Parlamentsgebäude in der Innenstadt von Tiflis Tränengas und Wasserwerfer gegen Demonstranten ein, die gegen den vorgeschlagenen Gesetzentwurf protestierten, den einige als Einschränkung der Pressefreiheit betrachten. Als die Nacht zum nächsten Tag, dem 8. März, überging, versuchten die Demonstranten, in das Parlamentsgebäude in Georgien einzudringen. Im Zuge der Demonstrationen wurde der ehemalige Parlamentsabgeordnete und Vorsitzende der Oppositionspartei Girchi – Mehr Freiheit, Surab Girchi Dschaparidse, von der Polizei festgenommen. Über den Tag verteilt kam es am 8. März 2023 neben denen in der Hauptstadt Tiflis auch zu Protesten in Kutaissi, Telawi, Gori, Marneuli, Achalziche, Sugdidi, Poti und Batumi. Seit dem Nachmittag des 8. März demonstrierten zehntausende Georgier bis zum Morgen des nächsten Tages vor dem georgischen Parlament und umliegenden Straßen.
Am 9. März kündigte die Regierungspartei Georgischer Traum (KO) in einer gemeinsamen Erklärung mit der Fraktion „Volksmacht“ an, den in erster Lesung verabschiedeten Gesetzentwurf zurückzuziehen. Dafür wäre eine Ablehnung des Entwurfs in zweiter Lesung vonnöten. Vertreter der parlamentarischen Mehrheitsfraktionen erklärten des Weiteren, dass sie eine Öffentlichkeitskampagne über die Relevanz der geplanten Gesetzgebung starten würden. Vertreter der EU und der Vereinigten Staaten begrüßten die Ankündigung der Regierung, den Gesetzesvorschlag zurückzuziehen.
Trotz dieser Ankündigung kam es zu erneuten Protesten in Tiflis, Batumi und Kutaissi, bei denen mehr als zehntausend Menschen teilnahmen. Vertreter der Opposition kritisierten die Regierung wegen fehlender Klarheit über das weitere Prozedere und forderten eine sofortige Abstimmung über die zweite Lesung des Gesetzentwurfs. Infolgedessen bekräftige Irakli Kobachidse, Parteivorsitzender des KO, die Regierungsfraktion würde die geplante Gesetzgebung in zweiter Lesung scheitern lassen. Wegen durch die Proteste verursachter Schäden am Parlamentsgebäude wurde die für diesen Tag geplante Parlamentssitzung abgesagt. Anders als an den beiden Tagen zuvor verliefen die Demonstrationen weitgehend friedlich und ohne größere Zwischenfälle. Alle der 133 in den Vortagen festgenommenen Demonstranten wurden freigelassen.
Für den 10. März wurde eine Parlamentssitzung anberaumt, bei der der Gesetzesvorschlag mit nur einer Ja-Stimme bei 35 Nein-Stimmen und 58 Enthaltungen in zweiter Lesung scheiterte. Parallel zur Abstimmung kam es erneut zu Demonstrationen in der Tiflisser Innenstadt. Mehrere NGOs, darunter die georgische Sektion von Transparency International, gaben an diesem Tag wegen fehlenden Vertrauens in die Regierungsfraktionen ihren Rückzug aus der parlamentarischen Ratsgruppe der Open Government Partnership bekannt.

### April und Mai 2024
Am 3. April 2024 kündigte der Fraktionschef der Regierungspartei Georgischer Traum, Mamuka Mdinaradse, an, erneut einen Gesetzesentwurf über „ausländische Agenten“ einbringen zu wollen. Dieser erwies sich als fast identisch mit dem abgelehnten Entwurf aus dem Vorjahr. Mdinaradse verband seinen Auftritt mit einer starken Kritik an der georgischen Zivilgesellschaft. Der sogenannte zivile Sektor sei der intransparenteste Bereich in Georgien; Geldgeber der Zivilgesellschaft finanzierten Extremismus. Am 15. April kam es während einer Parlamentsdebatte zu einer Prügelei: Mdinaradse war vom Oppositionsabgeordneten Aleko Elisaschwili mit der Faust attackiert worden, daraufhin eskalierte die Situation. Der Vorsitzende des Justizausschusses verwies sämtliche Oppositionsvertreter der Sitzung. Der Ausschuss stimmte für den Gesetzesvorschlag, der somit in die erste Lesung gehen konnte.
Vor dem Parlament versammelten sich über 20.000 Georgier zum Protest; es kam zu Festnahmen. Die prowestliche Staatspräsidentin Salome Surabischwili, die Parallelen zum russischen Gesetz über „ausländische Agenten“ sieht, schrieb auf der Plattform X: „Georgien wird sich der Resowjetisierung nicht ergeben!“ Die ursprünglich für den 16. April vorgesehene Abstimmung über das Gesetz in erster Lesung wurde kurzfristig verschoben. Erneut protestierten zehntausende Menschen vor dem Parlamentsgebäude. Es kam zu weiteren Festnahmen sowie dem Einsatz von Pfefferspray. Am Folgetag verabschiedete das Parlament das Gesetz mit 83 Ja-Stimmen; Oppositionsabgeordnete blieben fern und am Abend kam es zu Protesten in den kleineren Städten Batumi, Sugdidi und Kutaissi. In Tiflis wurde vor der Regierungskanzlei demonstriert. In den nächsten Tagen kam es erneut zu kleineren Protestzügen in Tiflis, die nicht von den Organisatoren der Hauptdemos angemeldet wurden, sondern von Jugendaktivisten. Ein Oppositionsbündnis kündigte eine vollständige Mobilisierung zu Protesten bei der nächsten Abstimmung an. Am 28. April demonstrierten über 100.000 Menschen gegen das Gesetz. Am Folgetag fand von Seiten der Regierung eine Gegendemonstration statt, an der auch der KO-Gründer Bidsina Iwanischwili sprach. Diese Veranstaltung hatte mehrere tausend Teilnehmer, die vor allem aus ländlichen Regionen nach Tiflis gebracht wurden. Bei den Protesten am 30. April verschärfte sich die Situation; erstmals seit Wiederaufflammen der Demonstrationen setzten Spezialkräfte der Polizei wieder Wasserwerfer und Tränengas ein. Dabei wurde Oppositionsführer Lewan Chabeischwili schwer verletzt.
Bei der Parlamentssitzung zur zweiten Lesung am 1. Mai wurden mehrere Oppositionsabgeordnete des Plenarsaals verwiesen, nachdem sie das harte Durchgreifen der Einsatzkräfte bei den Demonstrationen am Vortag kritisiert hatten. Das Gesetz passierte die zweite Lesung mit 83 Ja- und 23 Nein-Stimmen.
Am 8. Mai kündigte Parlamentssprecher Schalwa Papuaschwili an, dass die Regierung eine öffentliche Datenbank mit einer Liste von „Ungewünschten“ und „Staatsfeinden“ veröffentlichen würde. Seitdem kam es zu mehreren Angriffen auf Oppositionspolitiker und Aktivisten. Am Folgetag trat der georgische Botschafter in Frankreich, Gotcha Dschawachischwili, in Protest gegen die Regierung von seinem Amt zurück.
Die Demonstrationszüge am 11. Mai wurden von einigen Beobachtern als die teilnehmerreichsten Proteste in der Geschichte des Landes bezeichnet. Demnach gingen allein in Tiflis zwischen 50.000 und 300.000 Menschen auf die Straße, um gegen die geplante Gesetzgebung zu demonstrieren. Zusätzlich demonstrierte die georgische Diaspora unter anderem in New York City, Berlin, Straßburg und Stuttgart.
Am 13. Mai 2024 verabschiedete der Rechtsausschuss die Gesetzesvorlage in dritter Lesung innerhalb von nur 55 Sekunden, womit sie am Folgetag in die finale Abstimmung gehen konnte. Oppositionsabgeordnete beklagten, sie seien am Eintritt in den Sitzungssaal und damit an einer Teilnahme an der Abstimmung verhindert worden. Am 14. Mai 2024 verabschiedete das Parlament das umstrittene Gesetz mit 84 Ja- und 30 Nein-Stimmen. Nach der Abstimmung verkündete die Fraktion der größten Oppositionspartei ENM einen Boykott der Parlamentsarbeit, da eine konstruktive Zusammenarbeit mit der parlamentarischen Mehrheit nicht möglich sei. Auch einige unabhängige Abgeordnete sowie Strategia Aghmashenebeli und Lelo für Georgien kündigten einen Parlamentsboykott an.
Am 18. Mai reichte Präsidentin Salome Surabischwili ihr Veto gegen das Gesetz ein. Es konnte vom Parlament mit einfacher Mehrheit überstimmt werden, was am 28. Mai geschah.

## Internationale Reaktionen
Bundespräsident Frank-Walter Steinmeier erklärte am 10. März 2023 im Anschluss an ein Telefonat mit Präsidentin Salome Surabischwili: „Deutschland unterstützt Georgien auf dem europäischen Weg. Dazu gehört die Freiheit der Medien und der Zivilgesellschaft.“ Er sei dankbar für Surabischwilis „klare und starke Stimme für Freiheit und Demokratie.“ Die erneute Einbringung des Gesetzesvorschlags kritisierte Bundeskanzler Olaf Scholz im April 2024 in einer Pressekonferenz mit Premierminister Irakli Kobachidse. Ned Price, Sprecher des US-Außenministeriums, unterstützte die Proteste und sagte am 8. März 2023 – noch vor Rückzug des Gesetzes –, dass sein Land „Instrumente habe, um diejenigen zur Rechenschaft zu ziehen, die dem Willen des georgischen Volkes widersprechen“, womit er Sanktionen gegen georgische Beamte im Falle einer Umsetzung des Gesetzes andeutete.
Kreml-Sprecher Dmitri Peskow machte im März 2023 den Einfluss der USA für die „antirussische Stimmung“ und die anhaltenden Proteste im Nachbarland Georgien verantwortlich. Das russische Außenministerium hat auf Twitter zudem indirekt gedroht:

„Die Proteste gegen das Gesetz über ‚ausländische Agenten‘, die in Tbilissi ausgebrochen sind, führen zu Forderungen nach dem Rücktritt der Regierung. Wir empfehlen dem georgischen Volk, sich an eine ähnliche Situation in der Ukraine im Jahr 2014 zu erinnern [gemeint ist die Euromaidan-Revolution] und wozu sie letztendlich geführt hat [gemeint ist der russisch-ukrainische Krieg seit 2014]!“

Die Kreml-Propagandistin und Leiterin von Russia Today Margarita Simonjan drohte via Facebook, wenn Georgien eine „zweite Front“ gegen Russland eröffnen wolle [als erste Front ist wohl der Krieg in der Ukraine zu verstehen] oder es zu einer Situation wie im August 2008 käme, werde man keine Truppen schicken, sondern Tiflis zerbomben („in case of repetition of August 2008 no one will scratch with Georgia and will not send troops there, but will just fire at Tbilisi without much consideration“).